# Maià de Montcal
Maià de Montcal (spanisch Mayá de Moncal) ist eine Gemeinde (Municipio) in der Provinz Girona in der Autonomen Region Katalonien mit 491 Einwohnern (Stand: 2024). Maià de Montcal ist Teil der Comarca Garrotxa. Neben dem gleichnamigen Hauptort Maià de Moncal besteht die Gemeinde aus der Ortschaften Bruguers, Les Carreres, Dosquers, Jonqueres, Llorenç i el Molí d'en Llorenç, El Plá de Baix, La Riera, Usall und Vila-rodona.

## Lage
Maià de Montcal liegt am Fuße der spanischen Pyrenäen etwa 27 Kilometer (Fahrtstrecke) nördlich von Girona in einer Höhe von etwa 275 m. Der Río Fluvià begrenzt die Gemeinde im Südosten.

## Bevölkerungsentwicklung
| Jahr      | 1900 | 1950 | 1970 | 1981 | 1991 | 2001 | 2011 | 2021 |
| Einwohner | 525  | 513  | 503  | 385  | 325  | 335  | 435  | 473  |

## Sehenswürdigkeit
- Burgruine von Dosqueros

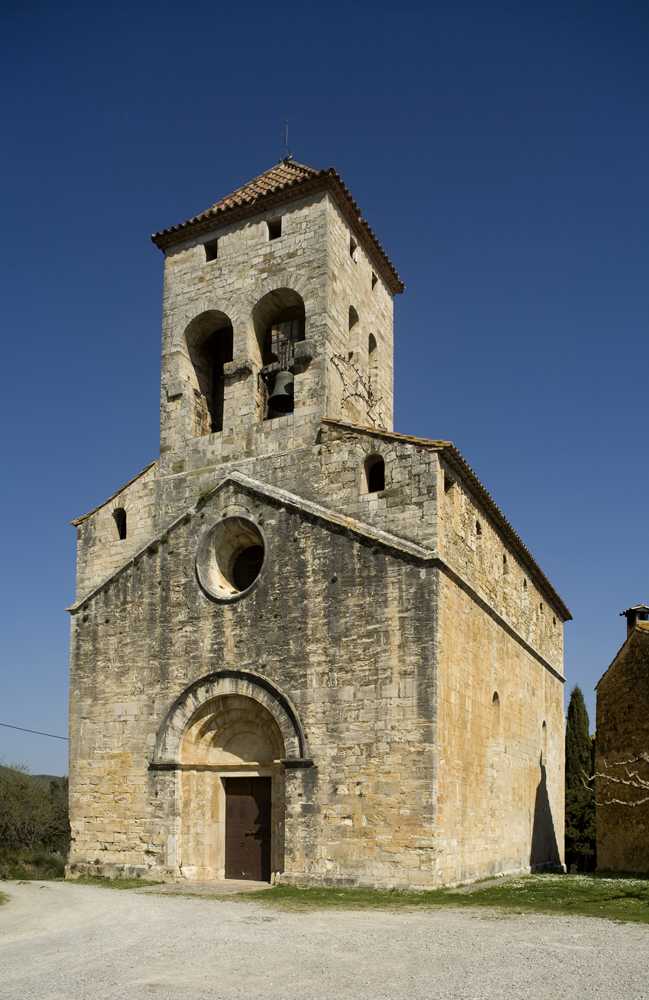
Vinzenzkirche
- Marienkirche mit Semaphorenturm
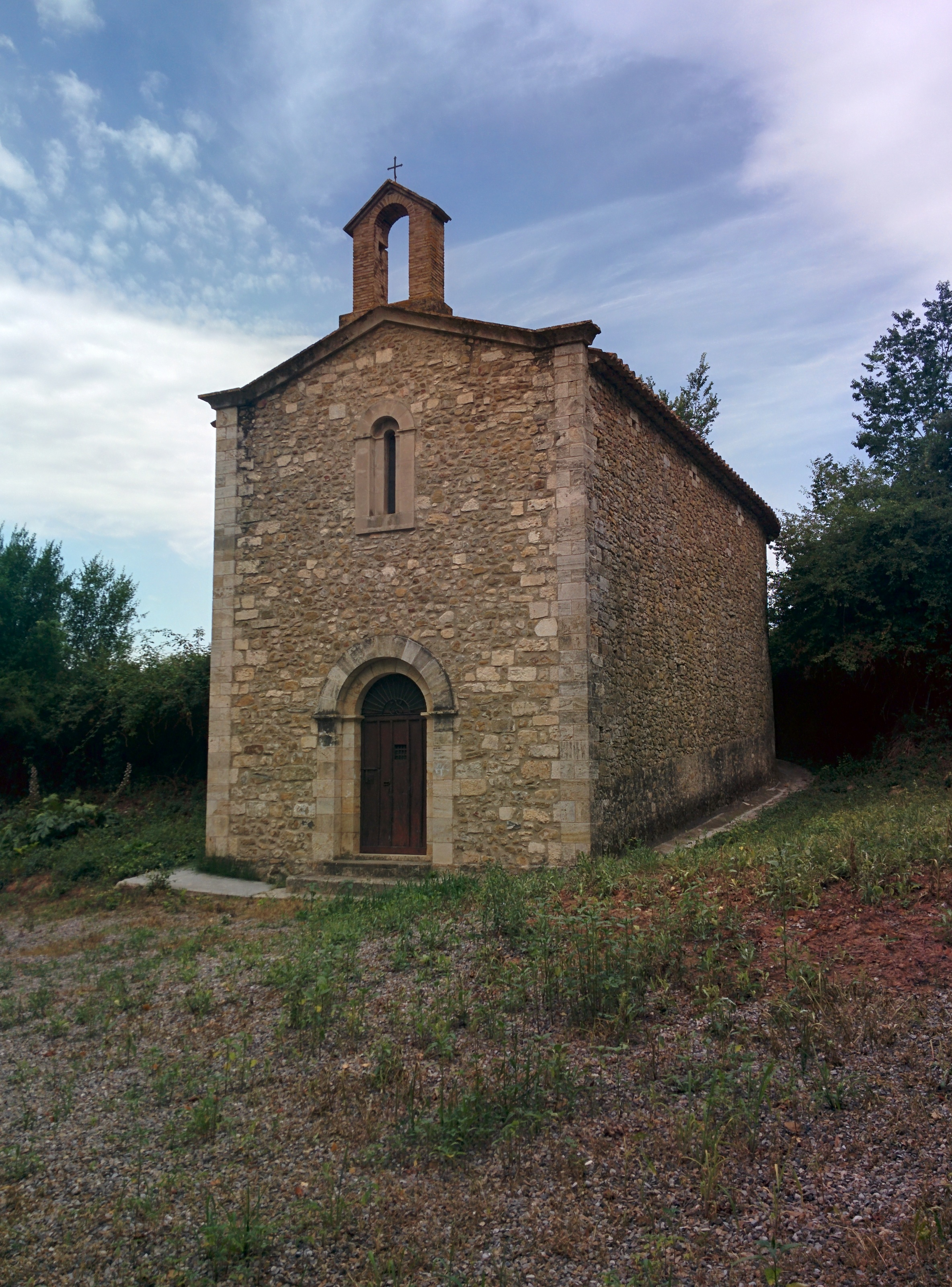
Primus-und-Felicianus-Kapelle
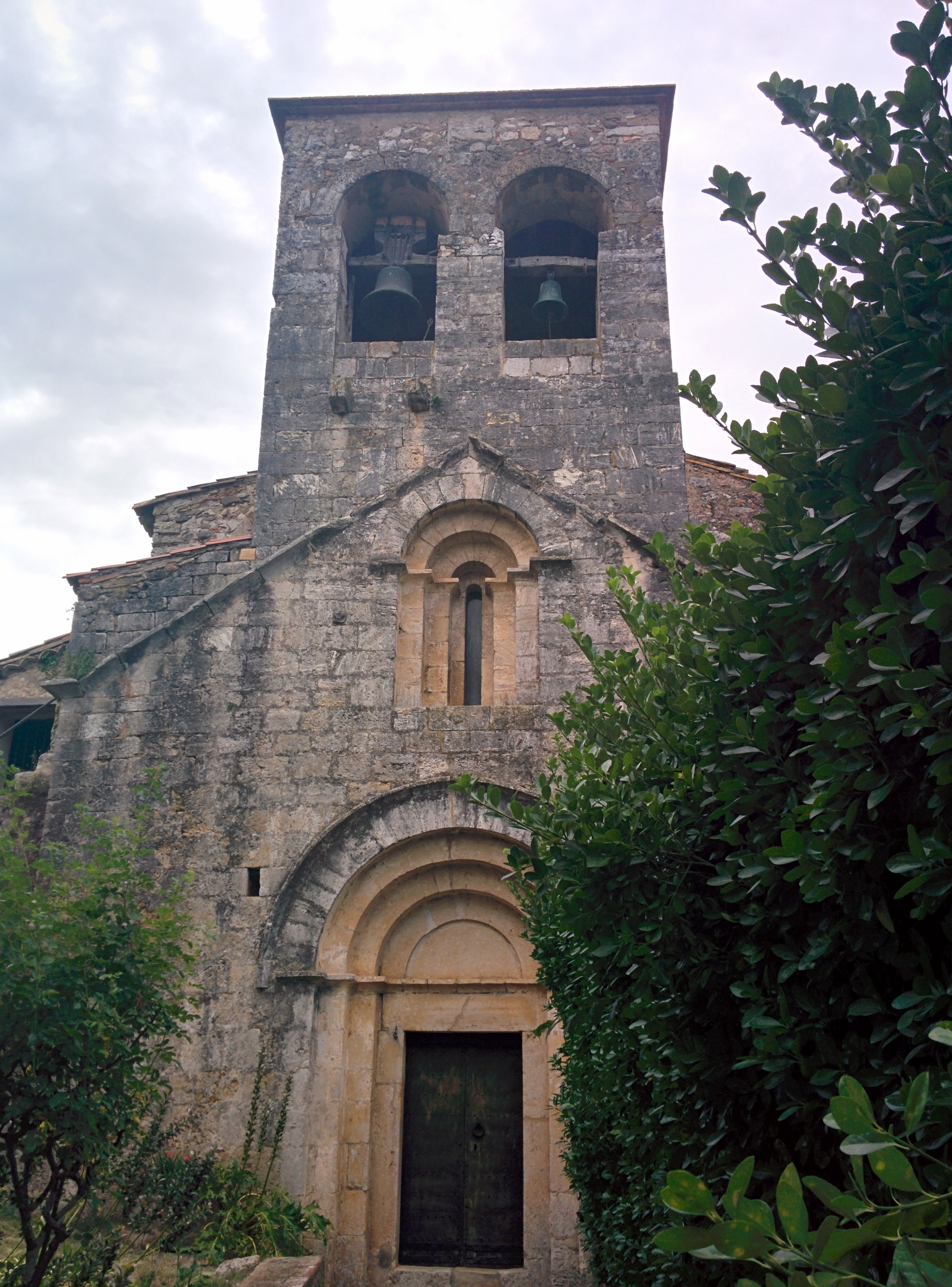
Martinskapelle
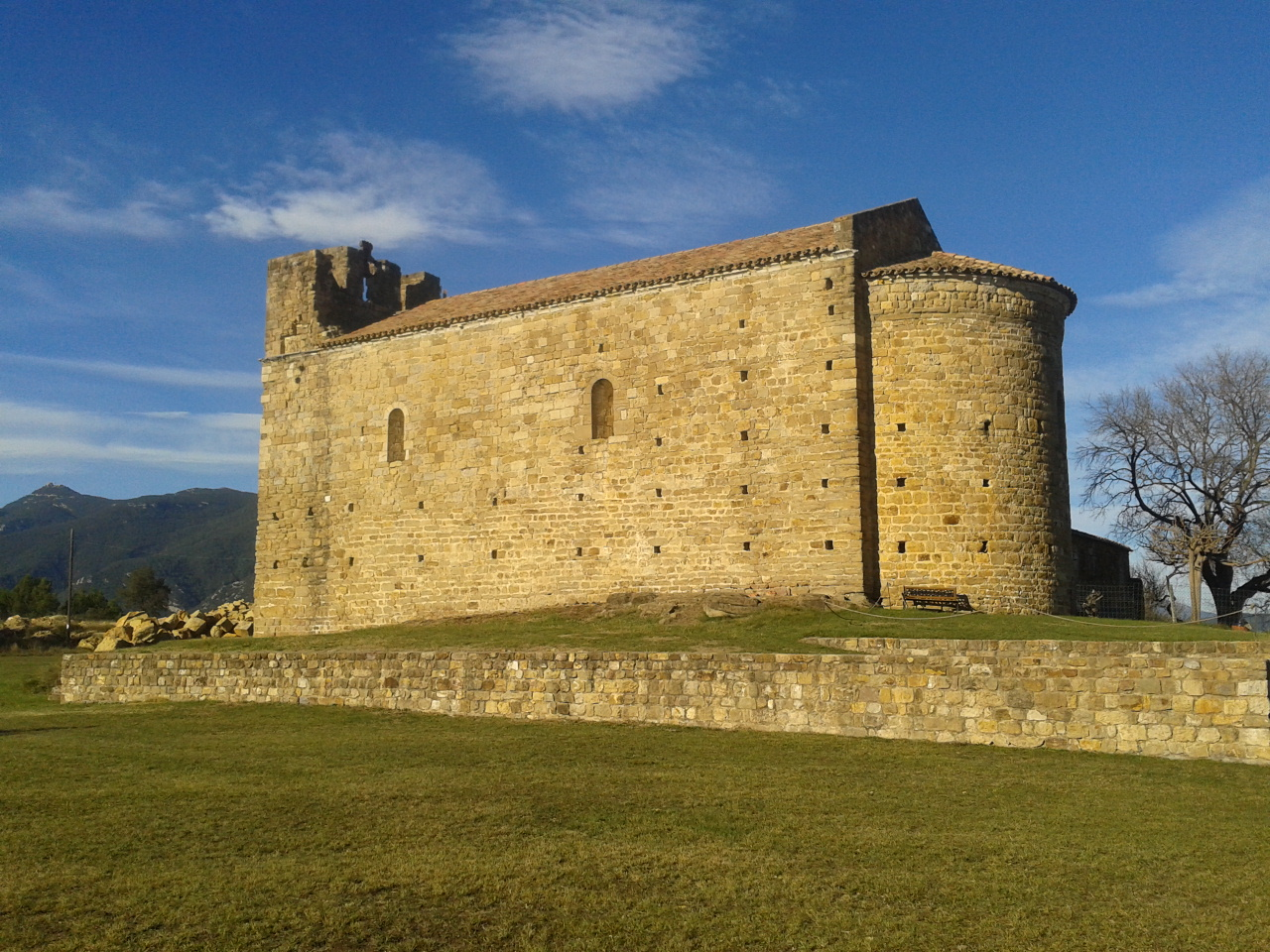
Marienkirche

- Martinskapelle in Dosquers

- Vinzenzkirche
- Primus-und-Felicianus-Kapelle
- Martinskapelle
- Marienkirche

## Persönlichkeiten
- Josep Cruañas Fages (* 1942), Maler